# Salónica, nido de espías
Salónica, nido de espías es una película francesa de 1937 dirigida por Georg Wilhelm Pabst y protagonizada por Pierre Fresnay, Louis Jouvet, Pierre Blanchar, Dita Parlo, Charles Dullin, Viviane Romance, Roger Karl, Jean-Louis Barrault, Georges Colin, Marcel Lupovici.